# Bukovec (Moravia-Slesia)
Bukovec (in polacco Bukowiec, in tedesco Bukowetz) è un comune della Repubblica Ceca facente parte del distretto di Frýdek-Místek, nella regione della Moravia-Slesia.